# مقاطعة زائير
زائير هـي أحد مقاطعات أنغولا وتقع في الشمال، يقدر عدد سكانها بحوالي 567 ألف نسمة وتتربع على مساحة قدرها 58,698 كم2 وعاصمتها هـي المدينة مبانزا-كونغو.

## الموقع الجغرافي
تقع مقاطعة زائير في أقصى الشمال الغربي لأنغولا وتحدهـا من الشمال جمهورية الكونغو الديموقراطية ومن الغرب المحيط الأطلسي ومن الغرب مقاطعة أوجي ومن الجنوب مقاطعة بنغو.

## المحافظات
نقسم مقاطعة زائير إلى 6 محافظات هي:
- كويمبا
- مبانزا كونغو
- نوكي
- نزيتو
- سويو
- تومبوكو

## البلديات
وتنقسـم إلى 37 بلدية هـي:
|  |

## روابط خارجية
- الموقـع الرسمـي
- معلومات عـن المقاطعة في موقع إينفـو أنغولا